# ساتو سیلو
ساتو ایرمِلی سیلوُ Satu Irmeli Silvo (زادهٔ 2 اوت 1962، در Sippola، فنلاند) بازیگر و کارآفرین فنلاندی است. او در آثار هنری خود بارها و بارها نقش پیچیدهٔ یک زن مستقل و رها شده را به تصویر کشیده‌است که ارزش‌ها و سبک زندگی او با نقش زنِ به اصطلاح سنتی در تضاد است.